# Плоское (Харьковская область)
Плоское (укр. Плоске), село,
Велико-Бурлукский поселковый совет,
Великобурлукский район,
Харьковская область.
Код КОАТУУ — 6321455123. Население по переписи 2001 г. составляет 985 (477/508 м/ж) человек.

## Географическое положение
Село Плоское находится на правом берегу реки Великий Бурлук, выше по течению примыкает к пгт Великий Бурлук, ниже по течению — село Голубовка, на противоположном берегу находится село Балка.
Через село проходит автомобильная дорога Т-2111.

## История
- 1917 - дата основания.

## Экономика
- В селе есть молочно-товарная ферма, машинно-тракторные мастерские.
- «Петровское», ООО.
- «Нива», сельскохозяйственное АО.
- «Бурлуцьке», ЧП.

## Объекты социальной сферы
- Школа.
- Дом культуры.
- Спортивная площадка.

## Достопримечательности
- Региональный ландшафтный парк "Великобурлукская степь". Площадь 2042,6 га. Размещается на территории пгт Великий Бурлук и сёл Катериновка, Червоная Хвыля, Шиповатое, Андреевка, Горяное, посёлок Плоское[1].